# 31628 Vorperian
1999 GG23 (asteroide 31628) é um asteroide da cintura principal. Possui uma excentricidade de 0.09999550 e uma inclinação de 5.08862º.
Este asteroide foi descoberto no dia 6 de abril de 1999 por LINEAR em Socorro.